# ヴィクトル・ヘンゼン

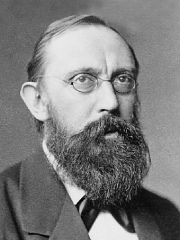
Victor Hensen

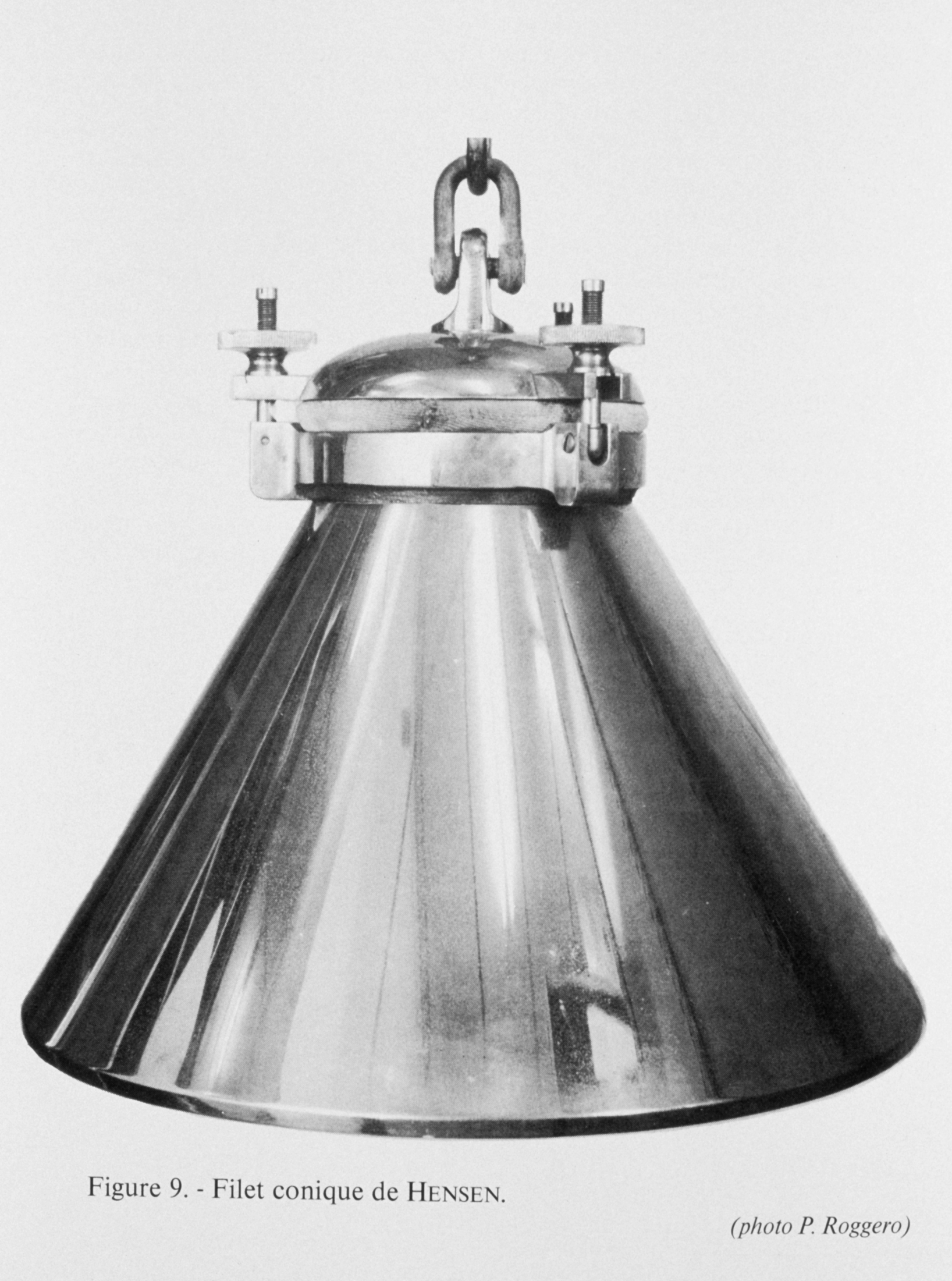
Korbnetz。プランクトンを集めるためにヘンゼンが発明したものの1つ。

クリスティアン・アンドレアス・ヴィクトル・ヘンゼン（Christian Andreas Victor Hensen、1835年2月10日 - 1924年4月5日）は、ドイツの動物学者（浮遊生物学）。プランクトンという語を造語し、海洋生物学の基礎を築いた。

## 生涯
シュレースヴィヒの町生まれ。ヴュルツブルク、ベルリン（ミュラーのもとで研究）、キールの大学で医学を学んだ。1859年、キールで、てんかんと尿中排泄に関する論文により博士号を取得した。
1867年、プロイセン衆議院議員になり、海洋の研究を推進した。ヘンゼンのイニシアチブによりRoyal Prussian Commission for the Exploration of the Oceans（海洋探査のための王立プロイセン委員会）が設立された。
1871年から1891年まで、キールの生理学教授であった。このときバルト海や北海、大西洋に向かう5つの海洋生物探検隊の長であった。
発生学と解剖学にも携わった。耳の構造、ヘンゼン管(Hensen duct)（またはCanal of Henson、ヘンゼンの細胞(Hensen's cells)やヘンゼン線(Hensen's stripe)も）や、鳥類の発達に不可欠な構造であるヘンゼンの節(Hensen's node)とヘンゼンの系統(Hensen's line)を発見した。
RV VICTOR HENSENは彼にちなんで命名された研究船である。

## 著作
- Zur Morphologie der Schnecke des Menschen und der Säugethiere (1863)